# Хоу-цзи

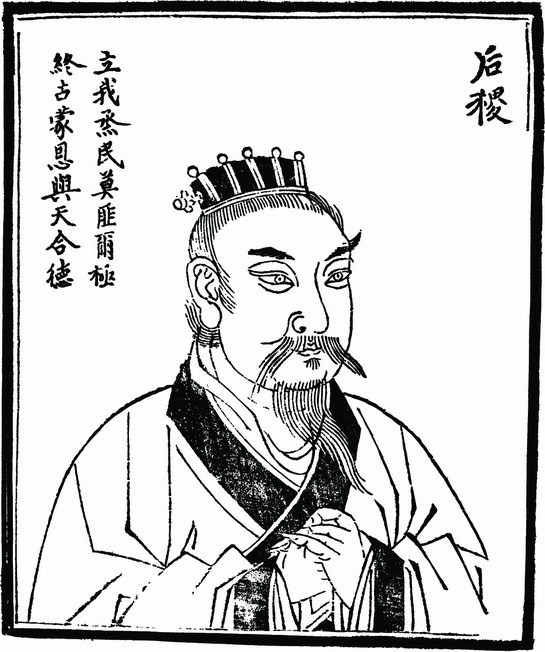
Хоу-цзи. Покровитель земледелия и предок династий Чжоу

Хоуцзи (кит. 后稷 Государь-зерно или Государь-просо). Имя данное родственниками — Ци. Культурный герой в китайской мифологии. Покровитель земледелия и предок династий Чжоу. Первоначально выступал как женское божество — «Мать-Просо» (Муцзи). По одной из версий, сын владыки-Ку и таким образом потомок Жёлтого Императора.

## Миф о Хоуцзи

### Рождение
По преданию, в один прекрасный день, девушка из рода Ютай вышла погулять. По дороге она увидела след великана. Из любопытства девушка наступила на след. Её стопа поместилась в большом пальце следа великана. После этого она почувствовала себя странно. В положенный срок она родила мальчика.
Родственники хотели избавиться от мальчика. Отлучив его от матери, родня оставила его на середине дороги, чтобы его затоптали коровы и козы. Но животные не только не убили его, но и напоили молоком. В следующий раз его отнесли в лес. Но и в лесу он не умер. Его нашли дровосеки, работавшие в лесу. Они привели мальчика домой. Не вытерпев такого издевательства над собой, родственники после ухода дровосеков вывели мальчика на улицу и оставили его на морозе. Но и здесь его не оставило провидение. Птицы окружили мальчика, укутывая его своими телами. Они сберегли его от мороза.
После этих бесплодных попыток избавиться от мальчика родня успокоилась и соединила его с матерью, прозвав Ци — Брошенный.

### Юность
Унаследовав от матери природное любопытство, Ци закапывал зёрна проса, семена тыквы и косточки фруктов. Плоды экспериментов были лучше, больше и вкуснее дикорастущих. Ци был парнем изобретательным. Он придумал нехитрые инструменты из камня и дерева для обработки земли и сбора урожая.
В отличие от родственников, он был более благородным (что бы там не говорили) и научил их обрабатывать землю. Они бросили собирательство и охоту и занялись земледелием. Весть об этом достигла государя Яо. Он приказал Ци ведать полевыми работами и даровал ему область Тай, самую плодородную область в стране.
У Ци были два брата … и Тай-си. У Тай-си был сын Шу-цзюнь, догадавшийся запрягать в соху волов вместо людей.

### Смерть и обожествление
После смерти Ци похоронили в красивой местности среди гор и рек, называвшейся Дугуанской равниной. Она находилась вблизи небесной лестницы Цзяньму, по которой божества спускались на землю. Земля в Дугуане была очень плодородной, там произрастали различные злаки, и зёрна риса были белые, как жир. Там пели птицы луань, танцевали фениксы и происходили различные чудеса. Всё это, вероятно, было связано со славой и чудесными деяниями Хоу-цзи.
Ци остался в сердцах людей добрым и благородным человеком. В благодарность за его труды люди прозвали его Хоуцзи.